# Zanthoxylum trijugum
Zanthoxylum trijugum là một loài thực vật có hoa trong họ Cửu lý hương. Loài này được (Dunkley) P.G. Waterman miêu tả khoa học đầu tiên năm 1975.